# 学院区北駅
学院区北駅（がくいんくきた-えき）は中華人民共和国天津市浜海新区に位置する天津開発区路面電車1号線の駅である。

## 駅構造
- 島式ホーム1面2線の地上駅。

## 歴史
- 2007年5月10日 - 開業。

## 隣の駅
浜海快速
■天津開発区路面電車1号線
学院区駅 - 学院区北駅
座標: 北緯39度05分15秒 東経117度41分54秒 / 北緯39.0876度 東経117.69838度